# Jicchak Jicchaki (1902–1955)
Jicchak Jicchaki (hebr.: יצחק יצחקי, ang.: Yitzhak Yitzhaky, ur. 11 października 1902 w Rybnicy, zm. 21 września 1955 w Izraelu) – izraelski prawnik i polityk, w roku 1955 poseł do Knesetu z listy Mapam.

## Życiorys
Urodził się 11 października 1902 w (obecnie Naddniestrze) jako Jicchak Liszowski. W 1921 wyemigrował do Palestyny. Ukończył prawo na Uniwersytecie Paryskim.
W wyborach parlamentarnych w lipcu 1955 dostał się do izraelskiego parlamentu. Zmarł 21 września tegoż roku, a mandat objął po nim Jusuf Chamis.